# Lotoria
Lotoria is een geslacht van weekdieren uit de klasse van de Gastropoda (slakken).

## Soorten
- Lotoria armata (G. B. Sowerby III, 1897)
- Lotoria grandimaculata (Reeve, 1844)
- Lotoria lotoria (Linnaeus, 1758)
- Lotoria triangularis (Perry, 1811)

### Synoniemen
- Lotoria perryi (Emerson & Old, 1963) => Lotoria triangularis (Perry, 1811)